# Dan Zimmermann
Pour les articles homonymes, voir Daniel Zimmermann (homonymie) et Zimmermann.

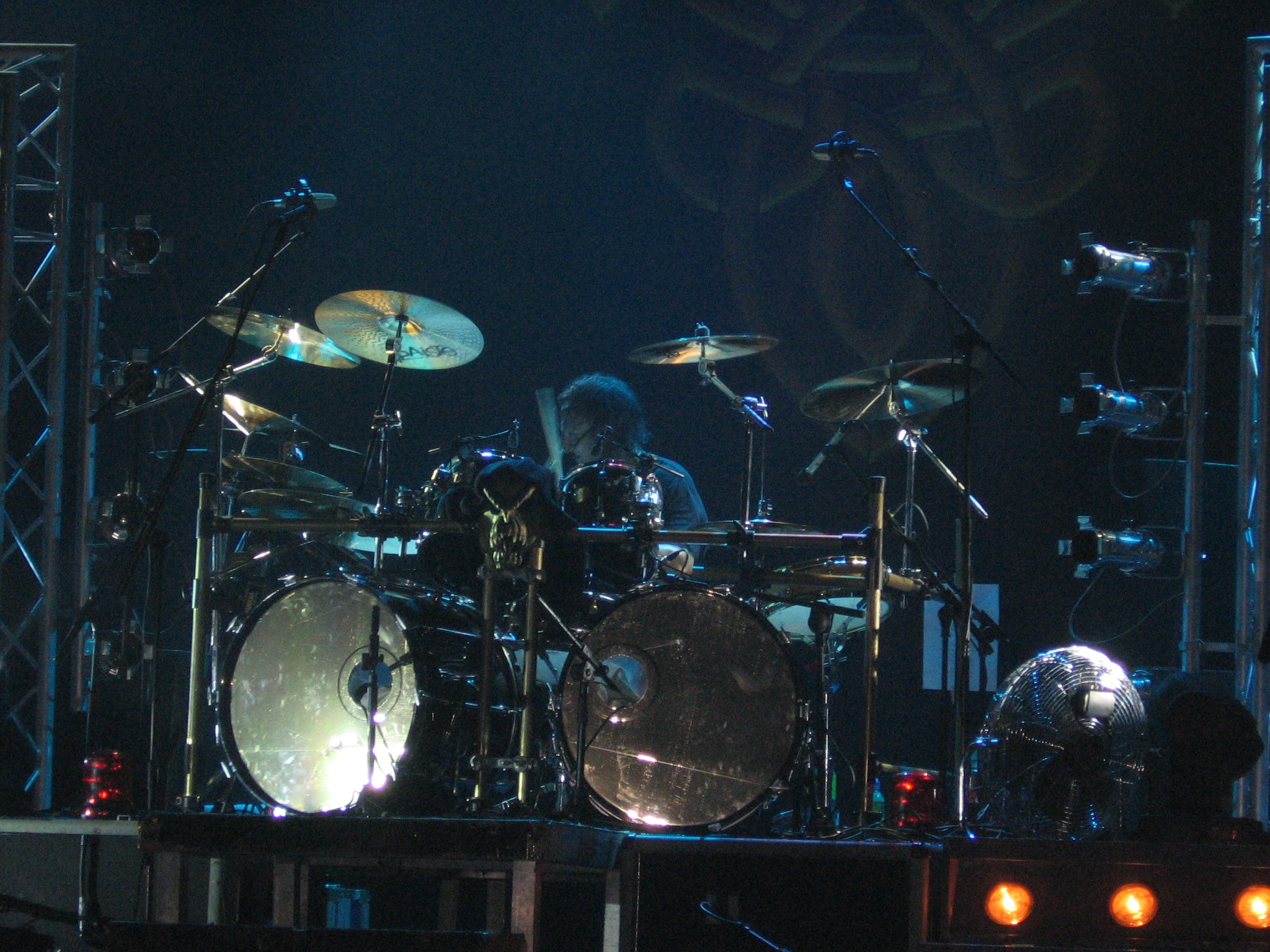

Daniel Zimmermann, né le 30 octobre 1966 à Nuremberg, en Allemagne, est connu pour avoir été le batteur des groupes de power metal Gamma Ray et Freedom Call.

## Jeunesse
Dan Zimmermann acheta sa première batterie à l'âge de 12 ans, après avoir longuement économisé son argent dans ce but précis.
Par la suite, il étudia la musique à Francfort, puis à Vienne.

## Carrière Professionnelle
En 1993, il joint le groupe de reprises Lanzer, où joue déjà son ami guitariste et chanteur Chris Bay.
La même année, afin d'enregistrer un CD de Lanzer, il se rend dans le studio de Kai Hansen, son futur employeur, et y rencontre également Dirk Schlächter.
Il devient le nouveau batteur de Gamma Ray en 1996. Peu après, en 1998, il crée avec Chris Bay son propre groupe, Freedom Call.
Il quitte Freedom Call en 2010 et rejoint la même année le groupe de thrash metal allemand Justice. En septembre 2012, il quitte officiellement Gamma Ray pour retrouver un style de vie plus sédentaire.

## Son audition pour Gamma Ray
Sur son ancien site internet (il n'existe plus actuellement), Dan racontait comment s'était passée son audition. En voici la traduction :
Finalement le jour de l'audition est venu. J'étais absolument sûr de moi, et j'étais donc très optimiste quand je suis parti pour Hamburg. Je ne me suis pas mis de pression. Je me suis dit : "Donne le meilleur de toi. Si tu as la place - super, sinon j'aurais au moins essayé". L'audition s'est très bien passée. J'ai joué et transpiré comme jamais. Il y avait surtout un des nouveaux morceaux de l'époque, "Somewhere out in space" qui m'a amené à mes limites. L'énergie que dégageaient Dirk et Kai m'a beaucoup impressionné et m'a poussé vers l'avant. Avant, je ne savais pas que je pouvais jouer comme j'ai joué durant cette audition. Après quelques morceaux, nous avons tous constatés qu'on allait bien ensemble, et donc j'ai eu le boulot dont j'ai rêvé depuis tant d'années.